# Epepeotes andamanicus
Epepeotes andamanicus är en skalbaggsart som beskrevs av Charles Joseph Gahan 1893. Epepeotes andamanicus ingår i släktet Epepeotes och familjen långhorningar. Inga underarter finns listade i Catalogue of Life.